# Yung Gravity
Yung Gravity è il secondo extended play del rapper statunitense Yung Gravy, pubblicato il 20 aprile 2017 e composto da 6 tracce.

## Tracce
1. Yung Gravity – 4:16
2. Bought the Plug a Present – 3:25
3. Forget-Me-Thots – 3:27
4. Flex Season – 2:43
5. stain – 2:22
6. steve harvey – 3:27